# IC 4576
IC 4576 — галактика типу S0 (спіральна галактика) у сузір'ї Змія.
Цей об'єкт міститься в оригінальній редакції індексного каталогу.